# Georg Vierling
Georg Vierling (Frankenthal, Renània-Palatinat, 5 de setembre de 1820 - Wiesbaden, Frankfurt del Main, 1 de juny de 1901) fou un compositor alemany.
El seu pare era músic i Georg s'educà sota la direcció d'en Christian Heinrich Rinck a Darmstadt i d'Adolf-Bernhard Marx a Berlín, i acabats els estudis assolí una plaça d'organista a Frankfurt. El 1852 fou mestre de capella a Magúncia; però ja l'any següent tornà Berlín i allà el 1857 fundà una societat de cant (Bach-Verein) que arribà a una gran fama la direcció de la qual abandonà el 1860 per a poder dedicar-se per sencer a la composició.
El 1859 fou nomenat director real d'orquestra i més tard també professor i membre de l'Acadèmia. Entre les seves nombroses obres cal citar: les grans composicions corals Hero und Leander; Der Raub der Sabinerinnen; Alaichs Tod, i Konstantin; el Salm C, per veus soles; el Salm CXXXVII, per a tenor, cor i orquestra; Zechkantate i Zur Weinlese, per a cor i orquestra; lieder; duets; cors per a veus de dona, d'homes i mixtes; una simfonia; diverses obertures; un Capritx, per a piano i orquestra; dos quartets, per a instruments d'arc, i diverses composicions per a piano.